# Divergente (filme)
Divergente (título original: Divergent) é um filme norte-americano de ação, ficção científica e distopia, lançado em 2014 e dirigido por Neil Burger. Baseado no livro homônimo de 2011, escrito por Veronica Roth, o longa é o primeiro da franquia The Divergent Series e foi produzido por Douglas Wick, Lucy Fisher e Pouya Shahbazian, com roteiro de Evan Daugherty e Vanessa Taylor.
O elenco conta com Shailene Woodley, Theo James, Ashley Judd, Jai Courtney, Ray Stevenson, Zoë Kravitz, Miles Teller, Tony Goldwyn, Ansel Elgort, Maggie Q e Kate Winslet.
A trama se passa em uma Chicago distópica e pós-apocalíptica, onde a sociedade é dividida em facções baseadas em virtudes humanas. Beatrice Prior descobre que é uma Divergente — alguém que não se encaixa em nenhuma das facções — e que, por isso, representa uma ameaça à ordem estabelecida. Logo, ela percebe que uma conspiração perigosa está se formando por trás da fachada dessa sociedade aparentemente perfeita.
O desenvolvimento do filme começou em março de 2011, quando a Summit Entertainment adquiriu os direitos da obra, com a produtora Red Wagon Entertainment, de Douglas Wick e Lucy Fisher, à frente do projeto. As filmagens principais ocorreram entre 16 de abril e 16 de julho de 2013, com regravações entre 24 e 26 de janeiro de 2014. Grande parte da produção foi realizada em Chicago.
Divergente foi lançado nos Estados Unidos em 21 de março de 2014, em Portugal no dia 3 de abril de 2014 e no Brasil no dia 17 de abril de 2014. O filme recebeu críticas mistas: apesar dos elogios às cenas de ação e à atuação de Shailene Woodley, a execução da trama e o tratamento dos temas foram considerados genéricos e pouco originais, sendo comparados negativamente a outras adaptações de romances para jovens adultos. A produção arrecadou US$ 288,9 milhões em bilheteria mundial, com um orçamento estimado de US$ 85 milhões. O lançamento em DVD e Blu-ray ocorreu em 5 de agosto de 2014.
Uma sequência, Insurgente, foi lançada em 20 de março de 2015. O terceiro filme, Convergente, estreou em 18 de março de 2016. Um quarto longa, intitulado Ascendente, chegou a ser planejado, mas nunca foi produzido.

## Enredo
Em uma Chicago futurista e distópica, a sociedade é dividida em cinco facções: Abnegação (os altruístas), Amizade (os gentis), Franqueza (os honestos), Audácia (os corajosos) e Erudição (os inteligentes). Aqueles que não pertencem a nenhuma facção são chamados de Sem-Facção e não possuem status nem privilégios.
Ao completarem dezesseis anos, os jovens passam por um teste psicológico induzido por um soro, que revela a facção à qual têm maior afinidade. No entanto, a escolha final é feita por eles mesmos durante a Cerimônia da Escolha.
Beatrice Prior vive na Abnegação, facção responsável pelo governo. Seu pai, Andrew, e Marcus Eaton, líder da Abnegação, fazem parte do conselho governante. No teste de Beatrice, os resultados indicam afinidade com três facções: Abnegação, Erudição e Audácia, o que a torna uma Divergente. Sua aplicadora, Tori Wu — uma mulher da Audácia — registra o resultado como Abnegação e a alerta para esconder a verdade, pois Divergentes pensam de forma independente e representam uma ameaça à ordem social vigente.
No dia seguinte, durante a Cerimônia da Escolha, seu irmão Caleb escolhe a Erudição, enquanto Beatrice opta pela Audácia. Lá, ela conhece Christina, Al e Will, outros iniciantes vindos de diferentes facções. Christina e Al vieram da Franqueza; Will, da Erudição. Eric Colter, um dos líderes severos da Audácia, avisa que quem não atender aos altos padrões da facção será expulso e se tornará Sem-Facção.
Beatrice impressiona os demais ao ser a primeira a pular de um prédio para dentro de um buraco escuro durante o ritual de iniciação, caindo em uma rede. A coragem lhe rende o respeito de Quatro, um instrutor que também foi transferido de outra facção.
No início, Beatrice tem dificuldades nos treinamentos e fica abaixo da linha de corte após a primeira avaliação. Com a ajuda de Quatro, ela começa a melhorar gradualmente. Eric então a coloca em um confronto com seu rival, Peter Hayes — um transferido da Franqueza — e Beatrice acaba derrotada, precisando ser levada à enfermaria.
Determinado a não perder o importante teste de “Capture a Bandeira”, ela sai da enfermaria, participa da prova com os outros iniciados, leva sua equipe à vitória e consegue se manter na competição. Na fase seguinte do treinamento, os iniciados enfrentam simulações psicológicas com seus maiores medos. A condição de Divergente permite que Beatrice manipule os testes com criatividade, mas Quatro a aconselha a disfarçar sua habilidade e agir como um membro comum da Audácia.
Beatrice visita Caleb, que a informa sobre os planos da Erudição para derrubar a Abnegação. Ao retornar, ela é atacada por Al, Peter e Drew, outro transferido da Franqueza, mas é salva por Quatro. No dia seguinte, Al implora seu perdão, mas Beatrice o chama de covarde e recusa. Pouco depois, Al se suicida, pulando no abismo conhecido como "O Fosso".
Quatro leva Beatrice para treinar com suas próprias simulações de medo, preparando-a para o teste final. Durante esse processo, ela descobre que Quatro é, na verdade, Tobias Eaton, filho de Marcus, que o agredia na infância. Beatrice passa no teste e é aceita oficialmente na Audácia.
Todos os novos membros da facção recebem uma injeção de um soro desenvolvido pela Erudição, supostamente para rastreamento, mas que na verdade serve para controle mental.
No dia seguinte, sob ordens da Erudição, os membros da Audácia são mobilizados para atacar a Abnegação. Como o soro não afeta Divergentes, Tris precisa fingir estar sob o efeito para não levantar suspeitas. Ela encontra Quatro, que também é Divergente. Durante o ataque, ambos se separam do grupo para tentar encontrar os pais de Beatrice. No entanto, Eric percebe que Quatro não está sob controle e ordena a execução de Beatrice. Sua mãe, Natalie — uma ex-membro da Audácia — aparece para salvá-la, mas é morta durante a fuga.
Tris encontra seu pai escondido com Caleb, Marcus e outros membros da Abnegação. Eles invadem a sede da Audácia, onde Tris obriga Peter a levá-los até o centro de controle da Erudição. Em um confronto, seu pai se sacrifica para que ela continue. Sozinha, Tris encontra Quatro, agora sob controle mental específico para Divergentes.
Usando o conhecimento que tem sobre os medos de Quatro, ela consegue libertá-lo do controle e os dois seguem até a sala central, onde Jeanine Matthews, líder da Erudição, comanda a execução em massa dos membros da Abnegação. Tris se injeta com o soro de controle para forçar Jeanine a encerrar o programa. Após o sucesso, o grupo foge do complexo e embarca em um trem para fora da cidade.

## Elenco
- Shailene Woodley como Beatrice "Tris" Prior
- Theo James como Tobias Eaton "Quatro"
- Kate Winslet como Jeanine Matthews
- Ansel Elgort como Caleb Prior
- Ray Stevenson como  Marcus Eaton
- Naomi Watts como Evelyn Johnson-Eaton
- Zoë Kravitz como Christina
- Maggie Q como Tori Wu
- Jai Courtney como Eric
- Miles Teller como Peter
- Ben Lamb como Edward
- Mekhi Phifer como Max
- Ben Lloyd-Hughes como Will
- Christian Madsen  como Al
- Tony Goldwyn como Andrew Prior
- Ashley Judd como Natalie Prior
- Amy Newbold como Molly Atwood
- Justine Wachsberger como Lauren

## Produção
Em março de 2011, a Summit Entertainment comprou os direitos de Divergent com Douglas Wick e da empresa de produção de Lucy Fisher, a Red Wagon Entertainment.
Neil Burger foi anunciado como diretor em 23 de agosto de 2012. O roteiro foi escrito por Evan Daugherty, que disse: "Eu fiquei preocupado com a dureza do filme, mas de igual importância é a história de amor entre Tris e Quatro. É inerentemente e intrinsecamente ligada à viagem da personagem Tris. Haverá muita tensão sexual e química, mas é importante que todas essas coisas não me faça sentir como ele é lançado, mas que tudo isso ajuda Tris a crescer como uma personagem". Daugherty, que co-escreveu o roteiro com Vanessa Taylor, ainda acrescentou: "É complicado, porque o livro é muito embalado com um monte de grandes ideias. Então, destilando em um filme fiel de duas horas é um desafio. Não só você tem que estabelecer cinco facções, mas você tem que reconhecer que há uma sexta entidade, que é a Divergente, e você também tem a facção. Portanto, há um mundo que realmente tem que ser construído para a grande tela... o filme vai fazê-lo um pouco mais eficiente."
A autora Veronica Roth disse sobre o roteiro do filme: "Leitura de um script é uma experiência muito interessante. Eu nunca tinha lido um roteiro antes. Fiquei realmente impressionada com o quão próximo ele ficou preso ao enredo geral do livro".
Inicialmente o orçamento do filme foi de 40 milhões de dólares, mas depois Lionsgate aumentou-o para 85 milhões, devido ao sucesso da série de filmes The Hunger Games. O analista Ben Mogil disse: "Divergente é mais semelhante a The Hunger Games em que a empresa possui a economia subjacente (isto é, de produção) e o orçamento é mais manejável".

### Elenco
Em 22 de outubro de 2012, foi anunciado que Shailene Woodley iria fazer o papel principal de Tris Prior. Lucas Till, Jack Reynor, Jeremy Irvine, Alex Pettyfer, Brenton Thwaites, Alexander Ludwig e Luke Bracey foram todos considerados para o papel de Tobias "Quatro" Eaton. Em 15 de março de 2013, foi anunciado que Theo James tinha sido escalado como Quatro.
Embora James fosse 10 anos mais velho do que o personagem quando entrou para o elenco, Roth elogiou seu elenco "Eu tinha certeza de que em poucos segundos: este era 'Quatro', não há dúvida. Theo é capaz de capturar a autoridade e a força de 'Quatro', bem como a sua profundidade e sensibilidade." Ela também menciona a química entre ele e Shailene: "Ele é uma combinação perfeita para a incrivelmente forte presença de Shailene como Tris. Estou emocionada!" Os produtores disseram sobre a sua seleção de elenco: "Nós levamos muito tempo para encontrar o ator certo para preencher o papel de Quatro, e Theo é definitivamente o ajuste perfeito. Veronica elaborou um personagem verdadeiramente icônico em Quatro e não podemos esperar para começar a produção e trazer ele e essa história de vida de milhões de fãs ao redor do mundo".
Ray Stevenson, Jai Courtney e Aaron Eckhart foram anunciados estar em negociações para se juntar ao elenco em 15 de março de 2013, Stevenson e Courtney se juntaram ao elenco como Marcus Eaton e Eric, respectivamente. Kate Winslet foi anunciada estar em conversações em 24 de janeiro de 2013. Mais tarde, foi confirmado que ela iria retratar Jeanine Matthews. Falando sobre interpretar a negativa personagem pela primeira vez, Winslet disse: "Eu não sou nenhuma idiota. A ideia passou pela minha cabeça de eu nunca ter interpretado uma vilã antes, eu era quase uma espécie de surpresa". Desde que Winslet entrou para a filmagem mais tarde, ela usou essa distância de seus colegas de elenco para aparecer malvada no seu primeiro dia de gravação. "Eu queria quebrar aquele silêncio e dizer, 'Está tudo bem, eu sou muito divertida. Eu prometo". Mas eu pensei, só por hoje, eu vou deixá-los pensar que eu sou uma puta completa".

### Filmagem
As filmagens começaram em Chicago em abril de 2013 e concluídas em 16 de julho de 2013. Praticamente toda a fotografia de produção ocorreu em Chicago, muitos dos locais interiores foram filmados no Cinespace Chicago Film Studios. Cenas para a "Cerimônia De Escolha" foram gravados em 17th Church of Christ, Scientist, Chicago em East Wacker no centro da cidade de Chicago. As filmagens também aconteceu no Navy Pier Ferris Wheel, toda a área foi tratado com sujeira e ferrugem para aparecer mais distópico. Cenas adicionais foram filmadas na Rua 57th Street e Avenida Ellis, perto da Universidade de Chicago, na Rua Federal onde um fake do Metro de Chicago foram construídos e a Avenida Michigan.
Para o setor de Abnegação, a equipe de produção construiu o conjunto de Rua Wells no centro de Chicago. No final de junho, as filmagens ocorreram em 1500 S Avenida Western e 600 S. Rua Wells, Chicago. No último cronograma, as filmagens se mudaram para o Rio Chicago e continuou em Lake Street Bridge, Wacker Drive e LaSalle Street Bridge.

### Pós-produção
A pós-produção começou depois das filmagens em 16 de julho de 2013. Em 18 de julho, Summit e Lionsgate divulgaram uma declaração conjunta anunciando que o filme será lançado em formato IMAX: "Estamos muito satisfeitos em continuar nossa colaboração bem sucedida com IMAX, com quem já fizemos uma parceria no sucesso mundial das franquias Jogos Vorazes e Crepúsculo, e estamos especialmente satisfeitos em podermos apresentar a nossa mais nova franquia jovem Adulto, Divergente, para o filme ir a público no formato premiado IMAX que celebra o seu status como um evento especial e memorável".

## Trilha sonora
1. Beating Heart – Ellie Goulding
2. Find You – Zedd feat. Matthew Koma & Miriam Bryant
3. Fight For You – Pia Mia feat. Chance The Rapper
4. Hanging On (I See MONSTAS Remix) – Ellie Goulding
5. I Won’t Let You Go – Snow Patrol
6. Run Boy Run – Woodkid
7. Backwards – Tame Impala & Kendrick Lamar
8. I Need You – M83
9. In Distress – A$AP Rocky feat. Gesaffelstein
10. Lost And Found (ODESZA Remix) – Pretty Lights
11. STRANGER – Skrillex feat. KillaGraham From Milo & Otis & Sam Dew
12. Dream Machines – Big Deal
13. Dead In The Water – Ellie Goulding
14. I Love You – Woodkid
15. Waiting Game – BANKS
16. My Blood – Ellie Goulding
17. The Test - Junkie XL
18. Choosing Dauntless - Junkie XL, Ellie Goulding
19. Capture The Flag - Junkie XL, Ellie Goulding
20. This Isn't Real - Junkie XL
21. Ferris Wheel - Junkie XL
22. Erudite Plan - Junkie XL
23. Fear - Junkie XL
24. I Am Divergent - Junkie XL
25. A Friend - Junkie XL
26. Conspiracy - Junkie XL
27. Watertank - Junkie XL
28. Faction Before Blood - Junkie XL
29. Human Nature - Junkie XL
30. Final Test - Junkie XL
31. The March - Junkie XL
32. Dauntless Attack - Junkie XL
33. Sacrifice - Junkie XL
34. You're Not Gonna Like This - Junkie XL
35. Fight The Dauntless - Junkie XL
36. Everywhere And Nowhere - Junkie XL

## Distribuição

### Marketing
A primeira imagem de Shailene Woodley como Tris Prior foi revelada pelo Entertainment Weekly em 24 de abril de 2013. Alguns segundos de cenas prévias do filme foi exibido no Festival de Cannes de 2013. Em 7 de junho, Entertainment Weekly lançou ainda fotografia de Theo James (Quatro) mostrando os iniciados da Audácia ao redor de sua nova sede. A revista lançou mais algumas fotografias em 19 de julho. Em 16 de julho, USA Today lançou a primeira imagem de Kate Winslet como Jeanine Matthews.
Em 18 de julho de 2013, foi realizada uma lotação esgotada no painel do San Diego Comic-Con com Hall H. Shailene Woodley, Theo James, Maggie Q, Zoe Kravitz, Ansel Elgort, Ben Lloyd-Hughes, Amy Newbold, Miles Teller, Christian Madsen, diretor Neil Burger, e autora Veronica Roth participaram do painel e responderam a perguntas de fãs, juntamente com trechos de clipes exclusivos do filme.
Em 22 de agosto de 2013 um sneak peek (termo que é usado para se referir a uma chance de ver algo antes que seja disponibilizado oficialmente) do primeiro teaser trailer foi lançado pela MTV. O teaser completo foi lançado em 25 agosto de 2013, durante o pré-show da MTV Video Music Awards, Dois cartazes oficiais apresentando Woodley e James como Tris e Quatro e destacando suas tatuagens foram liberadas em 23 de setembro de 2013. Neil Burger lançou o trailer oficial em 13 de novembro de 2013.

## Recepção
Divergente recebeu criticas mistas da crítica especializada, elogiando a atuação sólida, mas criticando a produção genérica e o roteiro sem originalidade, fazendo comparações negativas com Jogos Vorazes. O site agregador de resenhas Rotten Tomatoes deu ao filme uma pontuação de 41 por cento com base em 192 resenhas, com uma pontuação média de 5.4/10. O consenso do site afirma: "Com uma adesão a fórmula YA que enfraquece a sua mensagem individualista, Divergente abre sua trilogia planejada de forma previsível e decepcionante." O site Metacritic deu ao filme uma pontuação de 48 com base em 38 resenhas criticas, indicando "críticas mistas ou médias". O público ouvido pelo CinemaScore foi mais receptivo ao filme, dando-lhe uma nota "A". O grupo de pesquisa foi de 69% do sexo feminino e metade do público tinha mais de 25 anos.

## Sequências
Em 7 de maio de 2013, a Summit Entertainment revelou que uma sequência, baseada em Insurgente, já estava em produção. Brian Duffield, escritor de Jane Got a Gun, e, Akiva Goldsman, de The Da Vinci Code foram contratados para escrever o roteiro do Filme. A sequência foi lançada no Brasil e em Portugal em 18 de março de 2015, e nos Estados Unidos em 20 de março do mesmo ano.
A terceira continuação, baseado em Convergente, será dividido em duas partes, isto é, dois Filmes, com previsão de lançamento da primeira parte para 17 de março de 2016 e a segunda para o dia 9 de junho de 2017. 
Neil Burger não vai voltar para as sequências como diretor, apenas como produtor. O Diretor escolhido pela Summit Entertainment para substituir Neil Burger na aguardada sequência A Série Divergente: Insurgente foi Robert Schwentke. 